# Eberhard Schrewe
Eberhard Schrewe (* 26. September 1881 in Niedereimer; † 18. März 1966 in Einswarden) war ein deutscher Politiker.
Der gelernte Maurermeister gehörte von 1907 an der SPD an. Nach Ende des Zweiten Weltkriegs war er von der ersten Sitzung am 30. Januar 1946 bis zur letzten am 6. November 1946 Abgeordneter im Ernannten Landtag von Oldenburg.